# 初音森神社
初音森神社（はつねもりじんじゃ）は東京都墨田区の神社。

## 概要
元弘年間（1331年～1334年）、花山院師賢によって創建されたといわれている。
元々は江戸浅草口見付（現・東京都中央区東日本橋）に位置していたが、1657年（明暦3年）の明暦の大火により、現在地に移転した。「初音森」の社名は旧所在地の古名に由来する。
当社は隅田川東岸に移されたが、氏子地域は西岸の馬喰町一帯である。そのため、祭礼時には両国橋を渡って多くの氏子たちが訪れた。

## 摂社

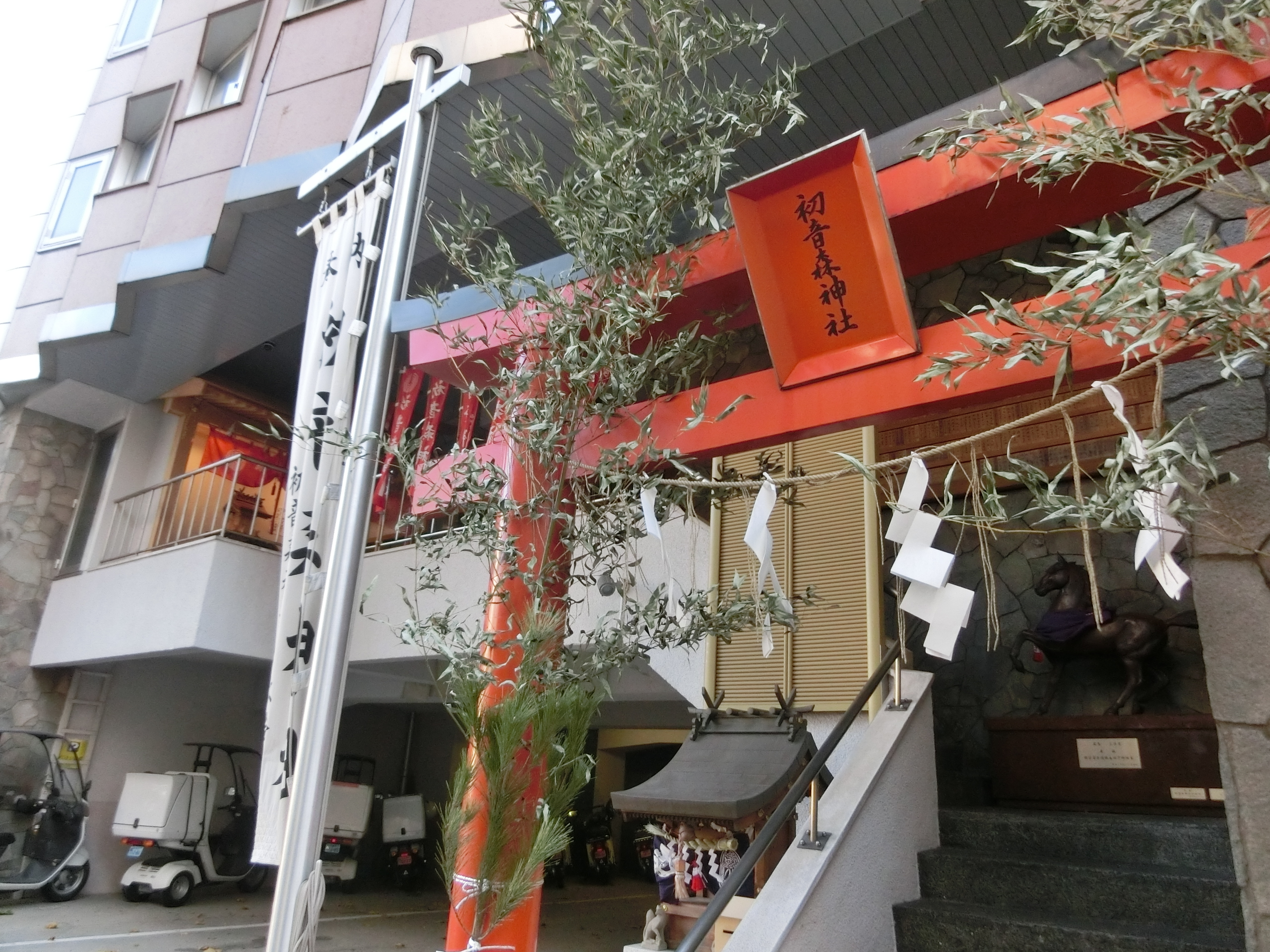
初音森神社儀式殿（摂社）

江戸時代初期に移転して以降、300年近く当社の所在地と氏子地域が乖離する状況が続いてきた。1948年（昭和23年）、旧所在地に当社の摂社が建立されることになった。

## 交通アクセス
- 森下駅より徒歩7分。